# Wilhelm Kusserow
Wilhelm Kusserow (Bochum, 4 settembre 1914 – Münster, 27 marzo 1940) è stato un testimone di Geova tedesco che fu giustiziato come obiettore di coscienza sotto la dittatura nazionalsocialista in Germania durante la seconda guerra mondiale.

## Biografia

### Origini e famiglia
La famiglia di origine di Wilhelm è quella di Franz Kusserow e Hilda Kusserow. I coniugi Kusserow in origine luterani si convertirono e diventarono testimoni di Geova alla fine della prima guerra mondiale.
Nel 1931 la famiglia si trasferì a Bad Lippspringe, dove divennero presto noti per le loro attività religiose. Dopo l'avvento al potere dei nazionalsocialisti, l'intera famiglia fu controllata e sottoposta a dure restrizioni.